# Lycosa virgulata
Lycosa virgulata är en spindelart som beskrevs av Franganillo 1920. Lycosa virgulata ingår i släktet Lycosa och familjen vargspindlar.
Artens utbredningsområde är Portugal. Inga underarter finns listade i Catalogue of Life.